# Sainte-Marguerite (Vosges)
Pour les articles homonymes, voir Sainte-Marguerite.
Sainte-Marguerite est une commune française située dans le département des Vosges en région Grand Est.

## Géographie

### Localisation
Sainte-Marguerite est la plus peuplée des communes limitrophes de Saint-Dié-des-Vosges, au confluent des vallées de la Meurthe et de la Fave, donc en amont du chef-lieu d'arrondissement.

### Géologie et relief
Le relief y est peu marqué, le sol étant constitué essentiellement d'alluvions comme en témoignent les ballastières locales.
Les principaux quartiers et secteurs de la ville sont le Centre, les lotissements du Haut de Chaumont au sud, des Alouettes à l'ouest, les zones industrielles et d'activités des Paituotes et des Pierres du Faing.
| Saint-Dié-des-Vosges                    | Saint-Dié-des-Vosges | Nayemont-les-Fosses Pair-et-Grandrupt |
| Saint-Dié-des-Vosges                    | Sainte-Marguerite    | Remomeix                              |
| Saint-Dié-des-Vosges Saulcy-sur-Meurthe | Saulcy-sur-Meurthe   | Entre-deux-Eaux                       |

### Hydrographie et les eaux souterraines
Hydrogéologie et climatologie : Système d’information pour la gestion des eaux souterraines du bassin Rhin-Meuse :
Territoire communal : Occupation du sol (Corinne Land Cover); Cours d'eau (BD Carthage),
Géologie : Carte géologique; Coupes géologiques et techniques,
 Hydrogéologie : Masses d'eau souterraine; BD Lisa; Cartes piézométriques.
La commune est située dans le bassin versant du Rhin au sein du bassin Rhin-Meuse. Elle est drainée par la Meurthe, la Fave et le ruisseau de Basses Fosses,.
La Meurthe, d'une longueur totale de 160,6 km, prend sa source dans la commune du Valtin et se jette dans la Moselle à Pompey, après avoir traversé 53 communes.
La Fave, d'une longueur totale de 22,2 km, prend sa source dans la commune de Lubine et se jette dans la Meurthe à Saint-Dié-des-Vosges, après avoir traversé onze communes.

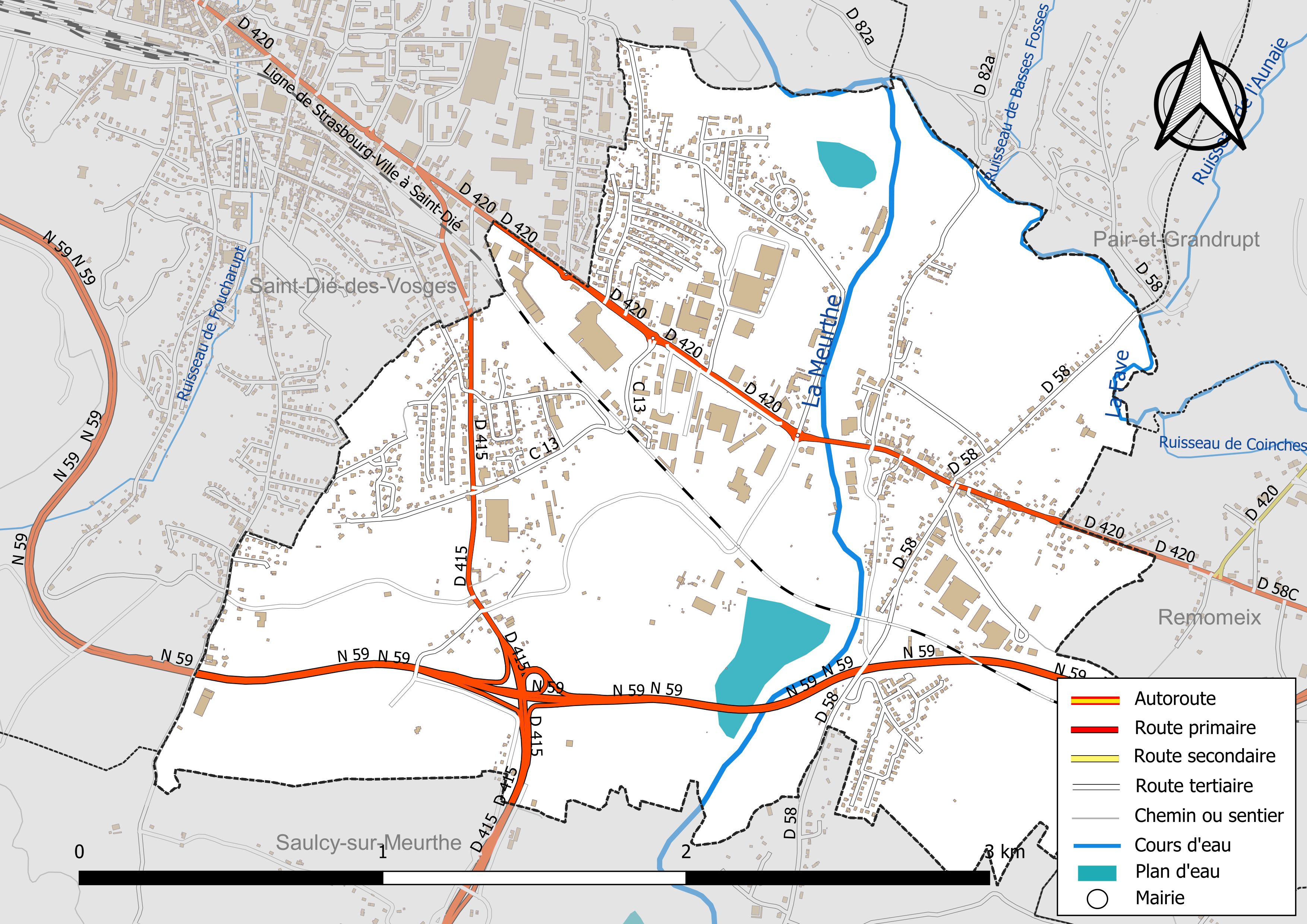
Réseaux hydrographique et routier de Sainte-Marguerite.

La qualité des eaux des cours d’eau peut être consultée sur un site dédié géré par les agences de l’eau et l’Agence française pour la biodiversité.

### Climat
Pour des articles plus généraux, voir Climat du Grand Est et Climat des Vosges.
En 2010, le climat de la commune est de type climat des marges montargnardes, selon une étude du Centre national de la recherche scientifique s'appuyant sur une série de données couvrant la période 1971-2000. En 2020, Météo-France publie une typologie des climats de la France métropolitaine dans laquelle la commune est exposée à un climat semi-continental et est dans la région climatique  Vosges, caractérisée par une pluviométrie très élevée (1 500 à 2 000 mm/an) en toutes saisons et un hiver rude (moins de 1 °C).
Pour la période 1971-2000, la température annuelle moyenne est de 9,6 °C, avec une amplitude thermique annuelle de 17,2 °C. Le cumul annuel moyen de précipitations est de 1 149 mm, avec 12,7 jours de précipitations en janvier et 11 jours en juillet. Pour la période 1991-2020, la température moyenne annuelle observée sur la station météorologique de Météo-France la plus proche, « Ban-de-Sapt », sur la commune de Ban-de-Sapt à 9 km à vol d'oiseau, est de 10,3 °C et le cumul annuel moyen de précipitations est de 1 027,3 mm. 
La température maximale relevée sur cette station est de 36,9 °C, atteinte le 7 août 2015 ; la température minimale est de −17 °C, atteinte le 19 décembre 2009,,.
Les paramètres climatiques de la commune ont été estimés pour le milieu du siècle (2041-2070) selon différents scénarios d'émission de gaz à effet de serre à partir des nouvelles projections climatiques de référence DRIAS-2020. Ils sont consultables sur un site dédié publié par Météo-France en novembre 2022.

## Urbanisme

### Typologie
Au 1er janvier 2024, Sainte-Marguerite est catégorisée ceinture urbaine, selon la nouvelle grille communale de densité à sept niveaux définie par l'Insee en 2022. Elle appartient à l'unité urbaine de Saint-Dié-des-Vosges, une agglomération intra-départementale regroupant 16  communes, dont elle est une commune de la banlieue,,. Par ailleurs la commune fait partie de l'aire d'attraction de Saint-Dié-des-Vosges, dont elle est une commune de la couronne,. Cette aire, qui regroupe 47 communes, est catégorisée dans les aires de 50 000 à moins de 200 000 habitants,.

### Occupation des sols
L'occupation des sols de la commune, telle qu'elle ressort de la base de données européenne d’occupation biophysique des sols Corine Land Cover (CLC), est marquée par l'importance des territoires artificialisés (47,1 % en 2018), en augmentation par rapport à 1990 (38,4 %). La répartition détaillée en 2018 est la suivante : zones urbanisées (29,5 %), zones agricoles hétérogènes (18,8 %), prairies (17,1 %), forêts (9,2 %), mines, décharges et chantiers (9,1 %), zones industrielles ou commerciales et réseaux de communication (8,5 %), terres arables (5,7 %), eaux continentales (2,2 %). L'évolution de l’occupation des sols de la commune et de ses infrastructures peut être observée sur les différentes représentations cartographiques du territoire : la carte de Cassini (XVIIIe siècle), la carte d'état-major (1820-1866) et les cartes ou photos aériennes de l'IGN pour la période actuelle (1950 à aujourd'hui).

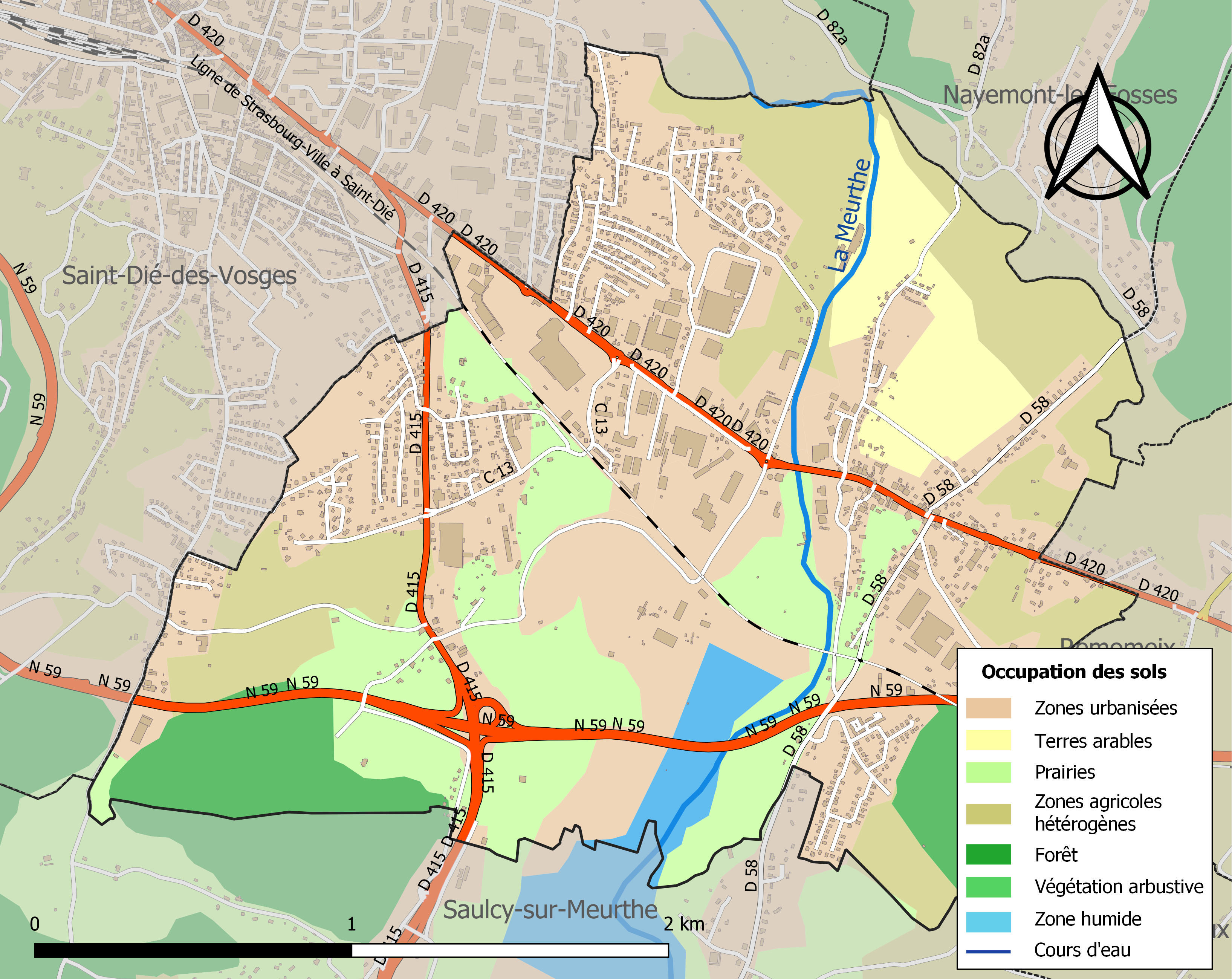
Carte des infrastructures et de l'occupation des sols de la commune en 2018 (CLC).

## Toponymie
Le nom de la localité est attesté sous les formes G. de Sancta Margareta (1172) ; W. de Sancta Margarita (1182) ; W. de Sancta Margaretha (1182) ; Saincte Marguerie (1285) ; Rector ecclesie Sancte Margarete (1287) ; Sainte Marguerée (1309) ; Sainte Margrée (1317) ; Saincte Marguerée (1358) ; Sancte Margarée (1387) ; Sancta Marguarita (1399) ; Sante Margrée (XIVe siècle) ; Saincte Margarêe (1588) ; Ste Margret (1656) ; Ste Marguaréc (XVIIe siècle) ; Sainte Marguerite (1751) ; La Malgréc (1779).
Sainte-Marguerite est un hagiotoponyme qui fait référence à Sainte Marguerite d’Antioche, comme le prouve l'héraldique qui comporte un dragon, animal que la sainte a terrassé.
Au cours de la Révolution française (an II), la commune porte le nom de Meurthe-Fave.
Ses habitants sont appelés les Margaritains.

## Histoire
La commune s'est constituée autour d'une chapelle fondée par Charlemagne et dédiée à sainte Marguerite d'Antioche.
L'histoire locale raconte que Charlemagne était venu chasser dans la région. Bloqué dans les marais qui occupaient la vallée à cette époque, il dut s'en remettre au ciel pour trouver un gué. Ayant été exaucé en arrivant sur une rive ferme, il y fit construire une chapelle dédiée à sainte Marguerite d'Antioche, patronne d'une de ses filles. Peu à peu, une population sédentaire commença à s'établir autour de ce sanctuaire. Les marais furent asséchés, ne laissant que pour traces des noms de lieudits comme le Faing, les Pierres du Faing... La forêt recula également, laissant la place à des champs et pâturages.
La ville fut marquée plusieurs fois par l'histoire, plusieurs fois détruites au cours des siècles et des guerres successives, elle ne peut compter aujourd'hui pratiquement aucune maison ni monument ancien, ni archives, la mairie ayant été incendiée en 1914. Seule la tour de l'église a traversé les siècles.
Dès 1909, un terrain d'aviation civil est installé dans la commune à une époque où Saint-Dié toute proche accueillait, rue d'Alsace, un atelier de production aéronautique. À compter de 1912, le terrain va progressivement devenir un terrain d'aviation militaire. Le terrain sera abandonné en 1915 au profit du site de Corcieux mieux protégé des canons allemands.
La commune a été décorée le 22 octobre 1921 de la croix de guerre 1914-1918.

## Politique et administration

### Liste des maires
| Période                                  | Période                         | Identité                      | Étiquette       | Qualité |
| ---------------------------------------- | ------------------------------- | ----------------------------- | --------------- | --- |
| Les données manquantes sont à compléter. |                                 |                               |                 | |
| 1914                                     | 1919                            | Charles Colin                 |                 | |
| 1919                                     | 1929                            | Gustave Durner                |                 | |
| 1929                                     | 1932                            | Eugène Munier                 |                 | |
| 1932                                     | 1945                            | Constant Riotte               |                 | |
| 1945                                     | 1953                            | Marcel Bonneaux               |                 | |
| 1953                                     | 1973                            | Louis Aubry                   |                 | |
| 1973                                     | 1977                            | Louis Frommer (1902-1986)     |                 | Électricien |
| 1977                                     | 1991                            | Gaston Goubelmann (1928-2001) |                 | Retraité de l'Armée Chevalier de la Légion d'Honneur |
| 1991                                     | août 2017 (démission)           | Roland Bédel (1935- )         | RPR puis UMP-LR | Responsable logistique retraité Conseiller général du canton de Saint-Dié-des-Vosges-Est (1992 → 1998 puis 2004 → 2015) Vice-président du conseil général des Vosges Conseiller départemental du canton de Saint-Dié-des-Vosges-2. Officier de l'ordre national du Mérite (2015 → ) |
| septembre 2017                           | En cours (au 20 septembre 2017) | André Boulangeot (1953- )     | LR              | Retraité du secteur privé |

## Finances locales
En 2025, au cours de la dernière décennie, la commune a fait face à une diminution drastique des dotations de l’État, celles‑ci ayant chuté de 86 % (190 269 € en 2014 à 25 569 € en 2024). Cette contraction significative des ressources publiques a imposé une réorganisation rigoureuse du budget communal : la mairie a dû réduire ses dépenses de fonctionnement, ajuster ses investissements et prioriser certaines compétences afin de maintenir l’équilibre budgétaire.

### Budget et fiscalité 2022

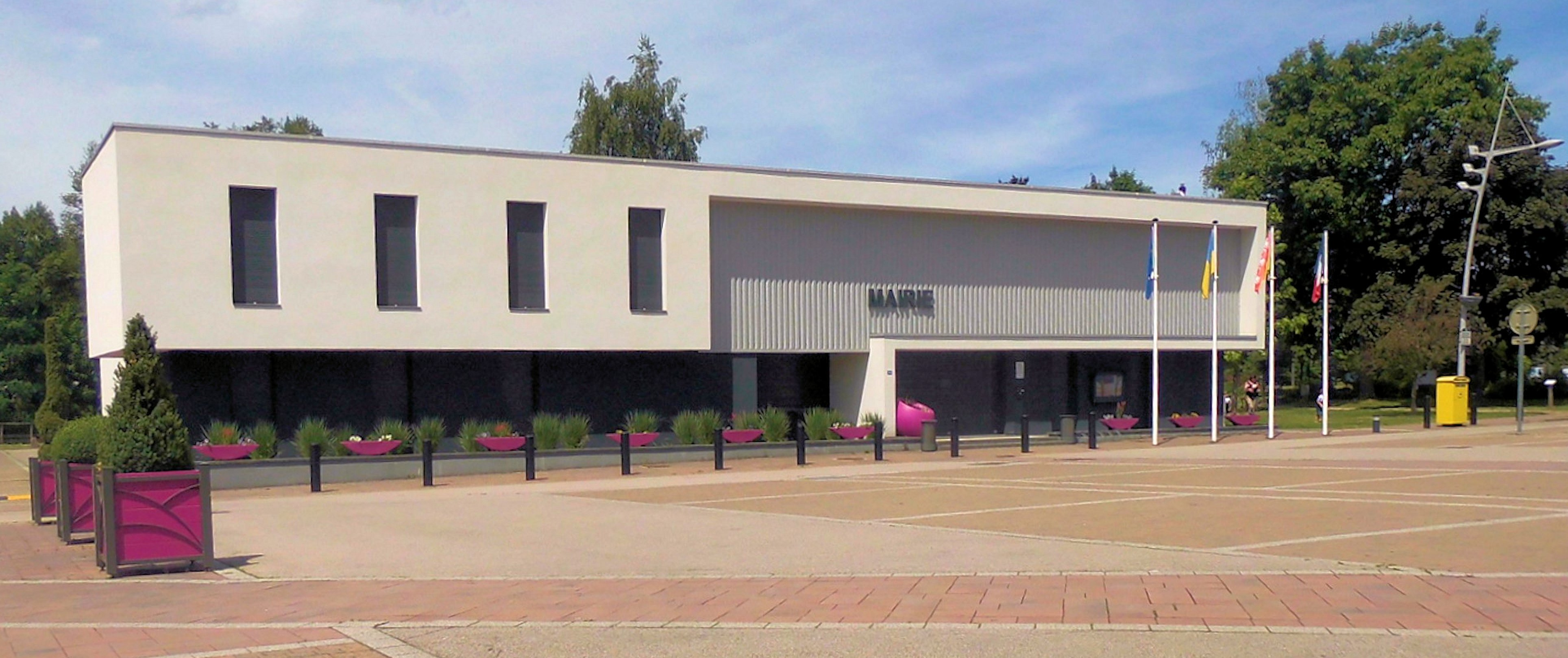
La mairie.

En 2022, le budget de la commune était constitué ainsi :
- total des produits de fonctionnement : 2 124 000 €, soit 894 € par habitant ;
- total des charges de fonctionnement : 1 780 000 €, soit 749 € par habitant ;
- total des ressources d'investissement : 273 000 €, soit 115 € par habitant ;
- total des emplois d'investissement : 777 000 €, soit 327 € par habitant ;
- endettement : 1 134 000 €, soit 622 € par habitant.

Avec les taux de fiscalité suivants :
- taxe d'habitation : 19,66 % ;
- taxe foncière sur les propriétés bâties : 36,16 % ;
- taxe foncière sur les propriétés non bâties : 10,46 % ;
- taxe additionnelle à la taxe foncière sur les propriétés non bâties : 0,00 % ;
- cotisation foncière des entreprises : 0,00 %.

Chiffres clés Revenus et pauvreté des ménages en 2021 : médiane en 2021 du revenu disponible, par unité de consommation : 22 350 €.

## Économie
Bénéficiant d'une situation avantageuse au carrefour de l'arrondissement de Saint-Dié, de la communauté de communes de la Meurthe et de la Fave et en direction de l'Alsace, elle peut se prévaloir d'une assez bonne attractivité économique. Elle compte ainsi en 2007 près de 116 entreprises et activités dont 45 dans le domaine de l'industrie et des services, 42 magasins et sociétés commerciales, 8 sociétés d'hôtellerie et de restauration, 7 dans le domaine médical, 14 garages et autres activités automobiles, employant et desservant bien au-delà des limites de la commune.
La ville possède le Centre de formation d'apprentis de la Chambre de commerce et d'industrie des Vosges.

### Entreprises et commerces

#### Agriculture
- Sylviculture et autres activités forestières.
- Culture de fruits à pépins et à noyau.
- Culture de céréales, de légumineuses et de graines oléagineuses.
- Culture de légumes, de melons, de racines et de tubercules.
- Culture de fruits à pépins et à noyau.
- Récolte de produits forestiers non ligneux poussant à l'état sauvage.

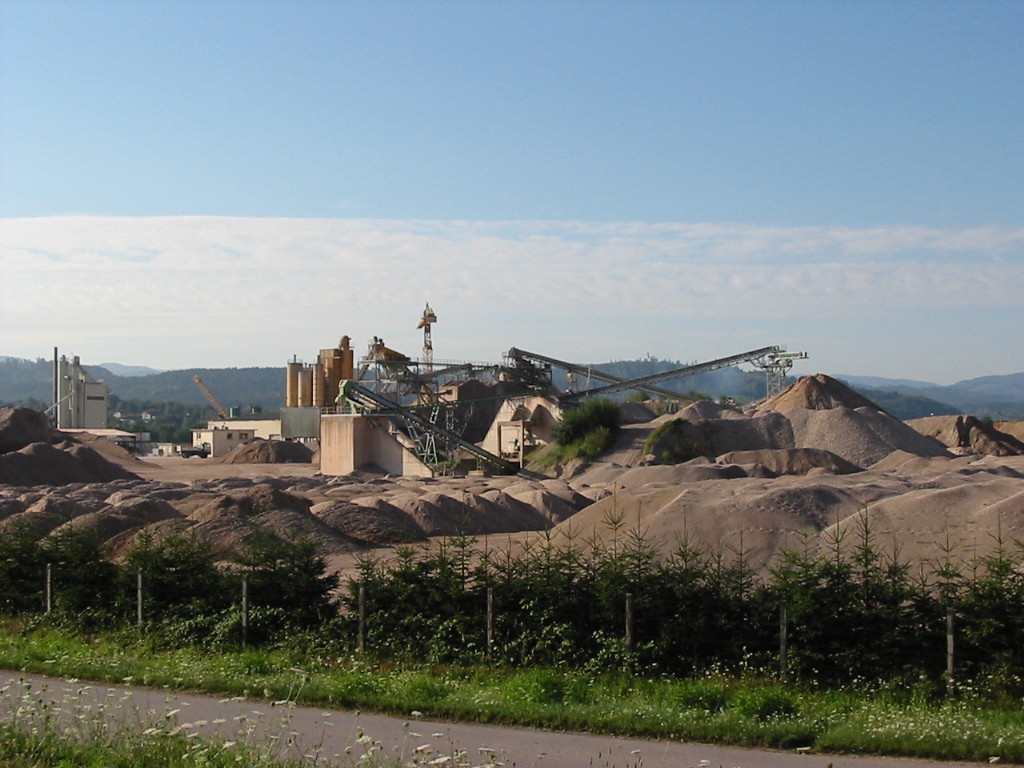
Les ballastières de Sainte-Marguerite

- Élevage de vaches laitières.

#### Tourisme
- Hébergements et restauration à Saint-Dié-des-Vosges, Denipaire, Anould, La Voivre.

#### Commerces
- Commerces et services de proximité.
- Les ballastières de Sainte-Marguerite[26].

#### Automobiles
- Usine Novares. En mars 2024, la direction de l'entreprise annonce des licenciements économiques. En réponse, les salariés et les représentants du personnels ont fait grève en novembre 2024[27].

La dernière entreprise de production de fausse fourrure en France est basée à Sainte-Marguerite.

## Population et société

### Démographie

#### Évolution démographique
L'évolution du nombre d'habitants est connue à travers les recensements de la population effectués dans la commune depuis 1793. Pour les communes de moins de 10 000 habitants, une enquête de recensement portant sur toute la population est réalisée tous les cinq ans, les populations de référence des années intermédiaires étant quant à elles estimées par interpolation ou extrapolation. Pour la commune, le premier recensement exhaustif entrant dans le cadre du nouveau dispositif a été réalisé en 2004.

En 2022, la commune comptait 2 253 habitants, en évolution de −2,97 % par rapport à 2016 (Vosges : −2,96 %, France hors Mayotte : +2,11 %).
| 1793 | 1800 | 1806 | 1821 | 1831 | 1836 | 1841 | 1846 | 1856 |
| ---- | ---- | ---- | ---- | ---- | ---- | ---- | ---- | ---- |
| 271  | 224  | 263  | 297  | 302  | 332  | 325  | 326  | 325  |

| 1861 | 1866 | 1876 | 1881 | 1886 | 1891 | 1896 | 1901 | 1906 |
| ---- | ---- | ---- | ---- | ---- | ---- | ---- | ---- | ---- |
| 313  | 336  | 360  | 411  | 525  | 503  | 597  | 611  | 615  |

| 1911 | 1921 | 1926  | 1931  | 1936  | 1946  | 1954  | 1962  | 1968  |
| ---- | ---- | ----- | ----- | ----- | ----- | ----- | ----- | ----- |
| 671  | 787  | 1 085 | 1 088 | 1 246 | 1 269 | 1 333 | 1 436 | 1 524 |

| 1975  | 1982  | 1990  | 1999  | 2004  | 2006  | 2009  | 2014  | 2019  |
| ----- | ----- | ----- | ----- | ----- | ----- | ----- | ----- | ----- |
| 1 542 | 1 547 | 2 105 | 2 259 | 2 311 | 2 380 | 2 486 | 2 369 | 2 308 |

| 2022  | - | - | - | - | - | - | - | - |
| ----- | - | - | - | - | - | - | - | - |
| 2 253 | - | - | - | - | - | - | - | - |

### Enseignement
Établissements d'enseignements :
- Écoles maternelles et primaires à Sainte-Marguerite, Nayemont-les-Fosses, Saint-Dié-des-Vosges, Remomeix.
- Collèges à Saint-Dié-des-Vosges.
- Lycées à Saint-Dié-des-Vosges.

En mars 2025, le futur groupe scolaire Saint-Marguerite est hors d'eau et hors d'air. Conçu en bois avec une toiture végétalisme en partie. A l'étage des primaires, le bois est le matériau majoritaire (poutres et ossature des murs) et offre une bonne acoustique. Egalement, les zones vitrées nombreuses et offrent un lumière naturelle. Dans le hall du complexe scolaire, un grand espace permettra de connecter les différents espaces.
En mai 2025, la commune de Sainte‑Marguerite a décidé de mettre en vente le bâtiment de l’école maternelle du Haut‑de‑Chaumont, construit en 1987 et agrandi en 1991. Cette décision s’inscrit dans une stratégie visant à optimiser le patrimoine communal, dans le contexte de la construction en parallèle du nouveau groupe scolaire regroupant maternelle et élémentaire. L’opération devrait générer des recettes destinées à financer partiellement ce nouveau projet éducatif, tout en rationalisant les coûts de maintenance des infrastructures existantes.

### Santé
Professionnels et établissements de santé :
- Médecins à Saulcy-sur-Meurthe, Ban-de-Laveline, Le Beulay, Saint-Michel-sur-Meurthe, Provenchères-sur-Fave, Fraize.
- Pharmacies à Saulcy-sur-Meurthe, Ban-de-Laveline, Provenchères-sur-Fave, Fraize.
- Hôpitaux à Fraize, Gerbépal, Senones, Le Bonhomme, Sainte-Marie-aux-Mines.

### Cultes
- Culte catholique, Paroisse Sainte-Marguerite[36], Diocèse de Saint-Dié.

### Sport et culture
En 2007, la ville peut compter sur un tissu associatif fort de 26 associations dont 13 associations sportives, 4 associations culturelles (musique, chants, bibliothèques, informatique...) et deux écoles, l'école élémentaire du Centre et l'école maternelle du Haut-de-Chaumont.
Sainte-Marguerite est surtout représenté par le football et le basket :
- Le Sainte-Marguerite Basket (SMB) champions de Lorraine (2007/2008), ils obtiennent leurs premières montées en Prénationale (6e division du Championnat de France de basket-ball 2007-2008); ils accèdent à la Nationale 3 en 2010 (5e division du championnat de France)
- Le Football Club de Sainte-Marguerite, club évoluant en PHR. (9e division du championnat de France) Au cours de la saison 2012/2013 le F.C. Sainte-Marguerite, coaché par Johan Herr, a accédé au 8e tour de la Coupe de France (pour le deuxième fois de son histoire) devenant alors le Petit Poucet de la compétition.

En avril 2025, le FC Sainte-Marguerite, lors d'une compétition de départemental 1, l'équipe réalise le score monumental de 18 à 0 face au club de Fresse.
La ville dispose également d'un judo club. Depuis septembre 2024, elle propose du baby judo. A la rentrée 2025, le dojo proposera de s'inscrire à des cours de Tai Chi Chuan. 
Depuis l'automne 2024, la commune de Sainte‑Marguerite se prépare à accueillir une nouvelle salle de sport de la franchise néerlandaise Basic‑Fit, dans la zone d’activité « Porte des Vosges ». Selon le panneau du permis de construire délivré le 16 septembre 2024, l’édifice occupera une superficie au sol de 1 210 m². Les travaux de construction, lancés en mars 2025, visent à renforcer l’offre sportive locale. Cette initiative s’inscrit dans un contexte où Sainte‑Marguerite dispose déjà d’un équipement existant, la salle Made in Forme, en activité depuis plusieurs années au 37 chemin des Aulnes,.

## Culture locale et patrimoine

### Lieux et monuments

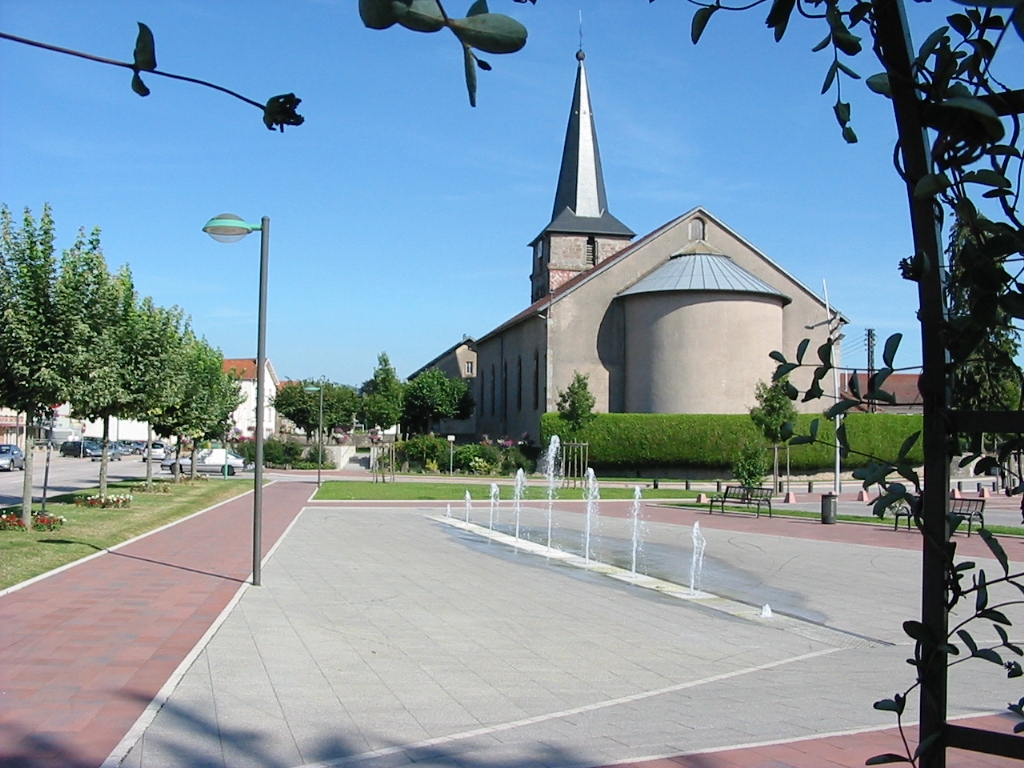
La rue d'Alsace, axe de la commune, et la place des Anciens-Combattants.
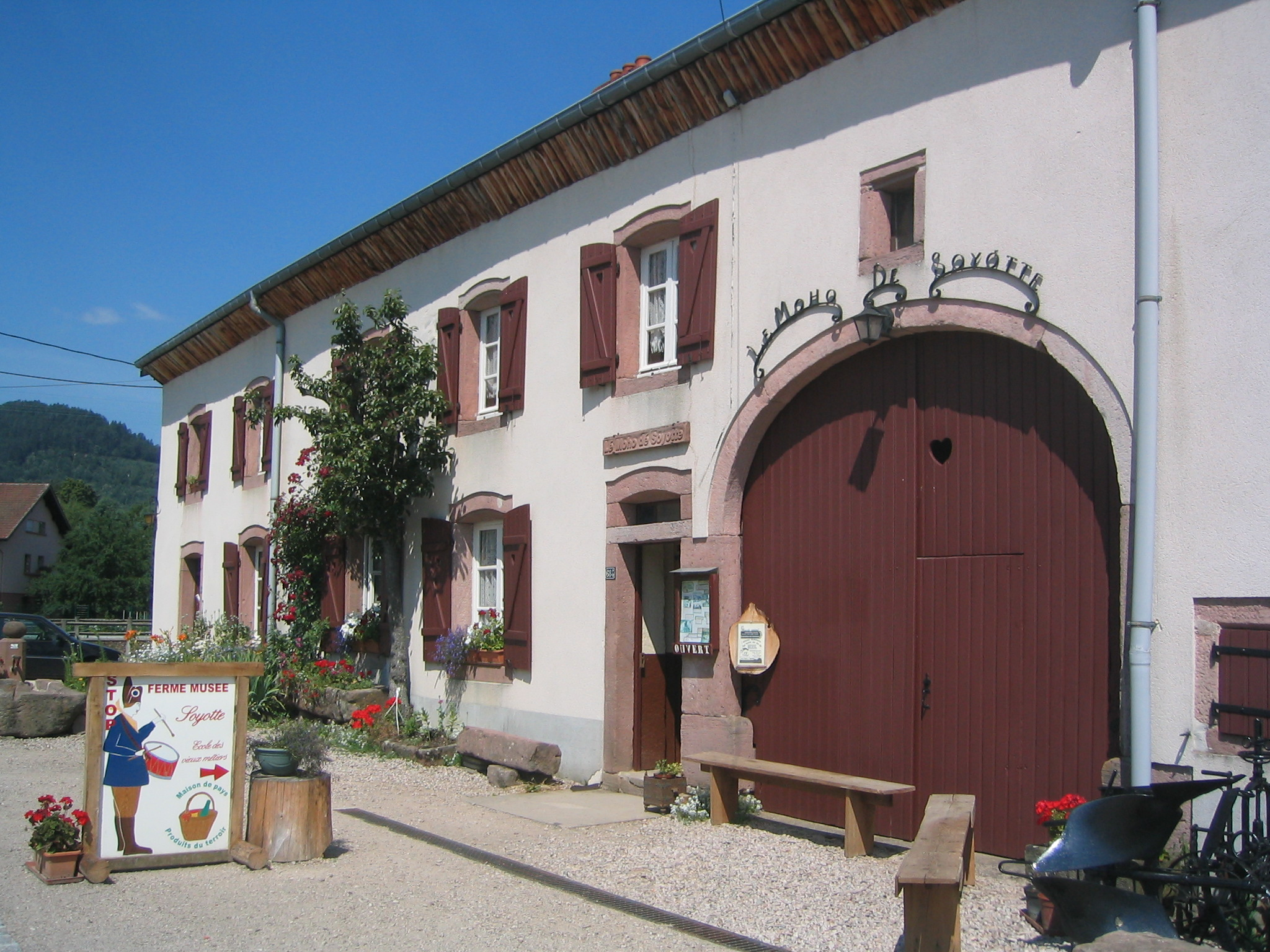
Ferme-musée de la Soyotte. Le « Moho » de la Soyotte.
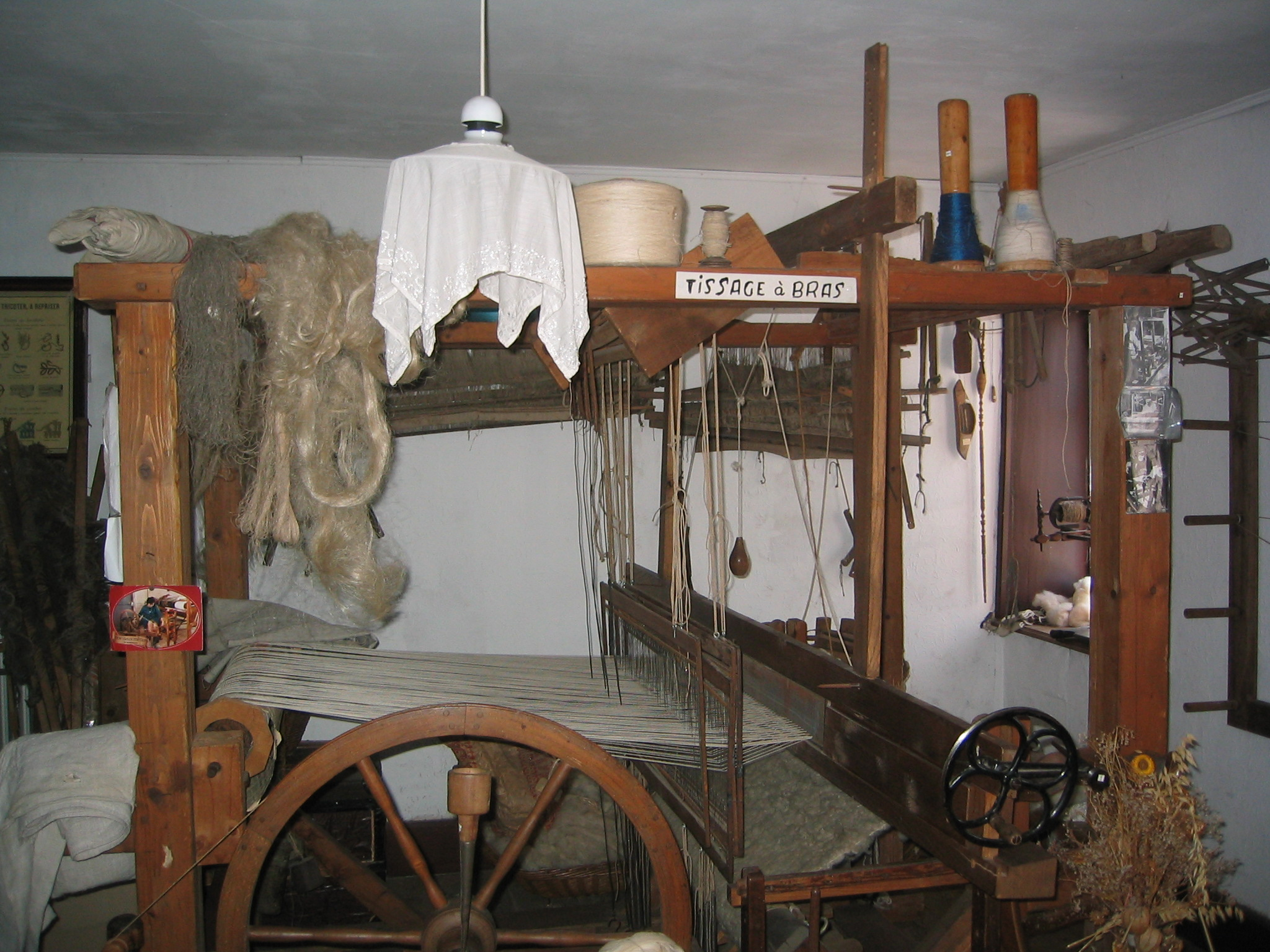
Métier à tisser à bras à la ferme-musée de la Soyotte.
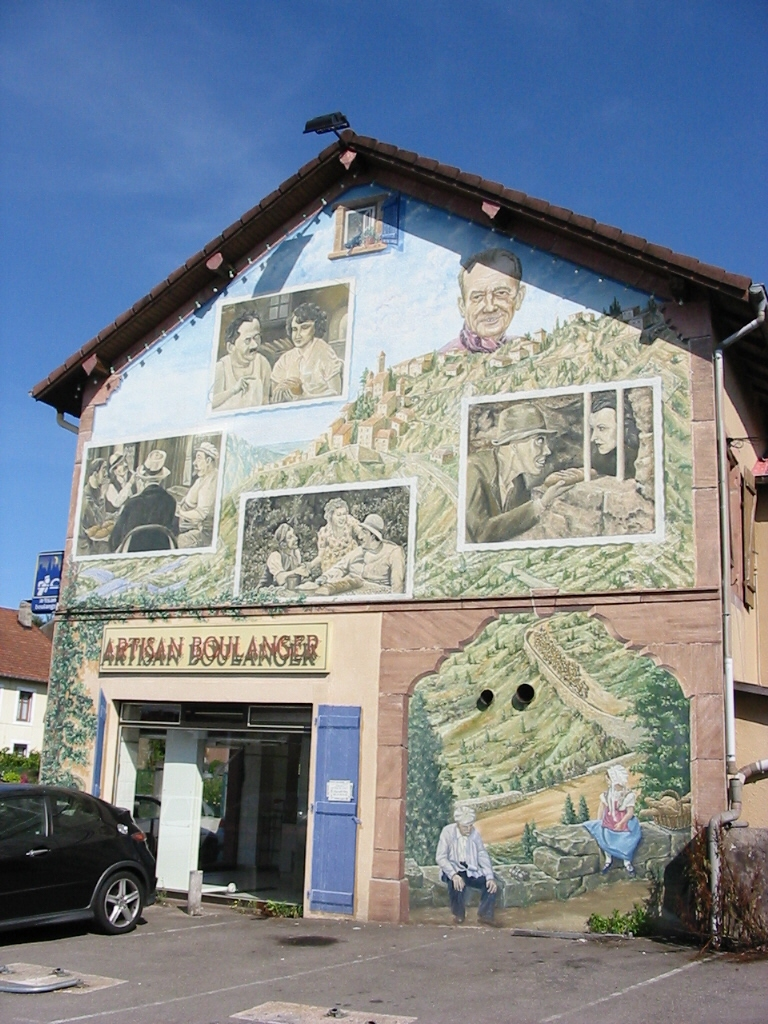
Hommage à Marcel Pagnol sur le mur de la boulangerie.

- Église Sainte-Marguerite : clocher du XIIIe siècle, inscrit sur l'inventaire supplémentaire des monuments historiques par arrêté du 16 mars 1926[42].
- Édifiée au XVIIIe siècle, la ferme-musée de la Soyotte abrite environ 7 000 objets témoignant des arts et traditions populaires dans la région. Près de 70 vieux métiers y sont évoqués. Des manifestations telles que la Fête du pain en juillet y sont régulièrement organisées.
- Diverses peintures murales en trompe-l'œil.
- Monument aux morts[43].

### Héraldique
| Blason | Blasonnement : D'azur, au chevron d'argent accompagné en chef d'une rose et d'un olifant du même, et en pointe d'un dragon terrassé d'or. Commentaires : Le chevron représente la Fave et la Meurthe qui divisent la commune de la même façon que le chevron divise l’écu. La rose indique que le chapitre cathédrale de Saint-Dié possédait Sainte-Marguerite. L’olifant évoque la chasse au cours de laquelle Charlemagne se serait perdu dans les marais de la Meurthe. Le dragon est celui qui a été terrassé par sainte Marguerite d’Antioche. Le blason a été retenu par le Conseil municipal le 22 juillet 1988. |

### Personnalités liées à la commune
- Léonie de Bazelaire (1857 - 1926), femmes de lettres et peintre. Née à Sainte-Marguerite.
- Florian Jean Baptiste Demange (1875-1938), missionnaire catholique en Corée du Sud et évêque de Taegu.
- Régis Lhuillier, né en 1980, coureur cycliste.

## Pour approfondir